# Magnistipula glaberrima
Magnistipula glaberrima är en tvåhjärtbladig växtart som beskrevs av Adolf Engler. Magnistipula glaberrima ingår i släktet Magnistipula och familjen Chrysobalanaceae. Inga underarter finns listade i Catalogue of Life.